# Felipe González Abarca
Felipe González Abarca (Avilés, Asturias, 4 de noviembre de 1765 -Santander, 12 de marzo de 1842) fue un obispo español de la Iglesia católica.

## Biografía
Vistió el hábito de la Orden de la Merced y se doctoró en Teología y en Hebreo y Griego por la Universidad de la Sapienza de Roma, en 1806 fue nombrado comendador del convento mercedario de Conxo. En el curso de 1807 fue nombrado profesor de la recién creada cátedra de hebreo en la Universidad de Santiago y en 1808 consiguió la cátedra de dicha especialidad, pero no pudo tomar posesión hasta 1812, se mantuvo en este cargo hasta 1815.
Fue preconizado en Roma como obispo de la diócesis de Ibiza el 22 de julio y consagrado en Madrid el 27 de octubre de 1816; convirtiéndose así en el quinto obispo de la diócesis de Ibiza, durante su mandato se consagró la Catedral de Ibiza. En 1829 fue nombrado obispo de la diócesis de Santander, cargo que ostentó hasta su muerte en 1842.